# HD 21455
HD 21455，又名BD+46 760，SAO 38874、HR 1047，是一颗恒星，视星等为6.24，位于銀經148.93，銀緯-7.8，其B1900.0坐标为赤經3h 22m 27.5s，赤緯+46° -7.8′ 31″。